# Cannington (Somerset)
Cannington è un villaggio con status di parrocchia civile nel Sedgemoor, in Inghilterra.